# 비르스리가
비르스리가(라트비아어: Virslīga)는 라트비아의 최상위 축구 리그이다. 2019년부터 후원사의 명칭을 붙여 공식적으로 옵티뱃 비르스리가(Optibet Virslīga)로 명명하고 있다. 1992년 구 소련으로부터 독립한 다음 해부터 리그가 시작되었다. 리그는 매년 4월에 시작하여 11월 초에 끝이 난다. 여타의 다른 유럽 리그와는 달리 러시아처럼 추운 날씨 때문에 1년을 주기로 겨울엔 경기가 없도록 리그를 진행하고 있다.
2007 시즌까지는 여덟 팀으로 리그를 진행해왔다. 홈에서 두 경기, 원정에서 두 경기씩 치러 총 28라운드를 진행하였다. 하지만 2008 시즌부터는 1부 리그의 우승 팀과 준우승 팀을 승격시켜 열 개 팀으로 확장하여 리그를 진행하고 있다. 2008 시즌은 두 개의 라운드로 진행되었는데, 첫 번째 라운드에서는 각 팀별로 두 번씩 경기를 하여 팀마다 18경기씩을 치르는 리그 방식이다. 두 번째 라운드는 두 개의 "미니리그"로서 상위 여섯 팀끼리 두 경기씩 경기를 하고, 하위 네 팀끼리 두 경기씩 치르게 한다. 이렇게 하여 상위 여섯 팀은 리그 우승 팀을 가리게 되고, 최하위팀은 1부리그로 강등되고, 9위팀은 1부리그 2위팀과 플레이오프를 펼쳐 강등 여부를 결정하게 하는 방식이다.

## 구단
| 2024 비르스리가   |                |      |
| 구단명            | 2023 시즌 순위 | 비고 |
| FK RFS            | 1위            |      |
| 리가 FC           | 2위            |      |
| FK 아우다         | 3위            |      |
| 발미에라 FC       | 4위            |      |
| FK 리에파야       | 5위            |      |
| FS 옐가바         | 6위            |      |
| BFC 다우가프필스  | 7위            |      |
| FK 투쿰스 2000    | 8위            |      |
| FK 메타           | 9위            |      |
| 그로비냐스 SC/LFS | 1위 (1. 리가)  | 승격 |